# Ервін Оссвальд
Ервін Оссвальд (нім. Erwin Oßwald; 25 червня 1882, Тюбінген — 12 квітня 1947, Штутгарт) — німецький офіцер, генерал піхоти вермахту. Кавалер Німецького хреста в сріблі.

## Біографія
Син генерал-лейтенанта Германа фон Оссвальда і його дружини Елізи, уродженої Штайнерт. Батько Ервіна загинув у бою в Франції 28 листопада 1914 року як командир 53-ї ландверної піхотної бригади.
30 грудня 1902 року вступив в Імперську армію. Учасник Першої світової війни. Після демобілізації армії залишений в рейхсвері. З 26 серпня 1939 року — командувач 5-м військовим округом. 31 серпня 1943 року відправлений в резерв фюрера і 30 жовтня звільнений у відставку. В травні 1945 року взятий в полон. 1 січня 1946 року звільнений.

## Звання
- Фенріх запасу (30 грудня 1902)
- Лейтенант (14 листопада 1903) — патент від 22 червня 1902 року.
- Оберлейтенант (16 червня 1911)
- Гауптман Генштабу (12 жовтня 1914) — патент від 8 жовтня 1914 року.
- Майор (1 квітня 1923)
- Оберстлейтенант (1 лютого 1929)
- Оберст (1 жовтня 1931)
- Генерал-майор (1 травня 1934)
- Генерал-лейтенант (1 квітня 1936)
- Генерал піхоти запасу (1 вересня 1940)
- Генерал піхоти (1 грудня 1940)

## Нагороди
- Залізний хрест 2-го і 1-го класу
- Хрест «За військові заслуги» (Брауншвейг) 2-го класу
- Хрест «За військові заслуги» (Австро-Угорщина) 3-го класу з військовою відзнакою
- Галліполійська зірка (Османська імперія)
- Орден «За військові заслуги» (Вюртемберг), лицарський хрест з мечами
- Орден Альберта (Саксонія), лицарський хрест 1-го класу з мечами
- Орден Фрідріха (Вюртемберг), лицарський хрест 1-го класу з мечами
- Орден «За військові заслуги» (Болгарія), офіцерський хрест
- Королівський орден дому Гогенцоллернів, лицарський хрест з мечами
- Нагрудний знак «За поранення» в чорному
- Почесний хрест ветерана війни з мечами
- Медаль «За вислугу років у Вермахті» 4-го, 3-го, 2-го і 1-го класу (25 років)
- Хрест Воєнних заслуг 2-го і 1-го класу з мечами
- Німецький хрест в сріблі (1 вересня 1943)